# Oude Kerk (Helsinki)
De Oude Kerk (Fins: Vanhakirkko; Zweeds: Gamla kyrkan) is een kerkgebouw van de Evangelisch-Lutherse Kerk van Finland in de Finse hoofdstad Helsinki.

## Beschrijving

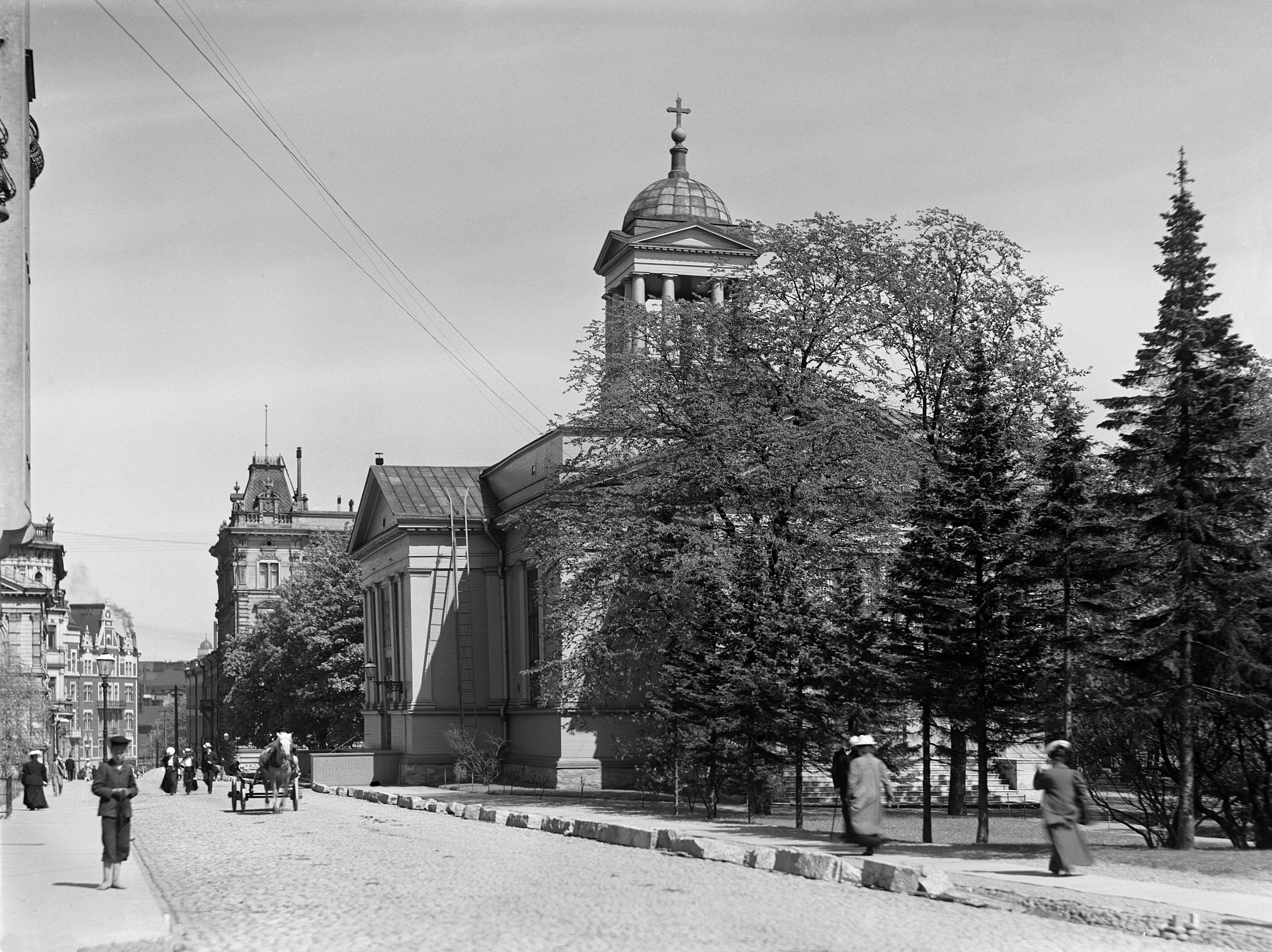
De kerk in 1908

De kerk werd in de jaren 1824-1826 naar een ontwerp van Carl Ludvig Engel gebouwd. De Oude Kerk ligt in het centrum van Helsinki en wordt gebruikt door de evangelisch-lutherse domgemeente van Helsinki.
Zoals de naam al aangeeft betreft het de oudste nog bestaande kerk in het centrum van Helsinki (sinds een herindeling van 2009 is de in 1754 gebouwde Kerk van Östersundom de oudste kerk van het stadsgebied van Helsinki). De Oude Kerk werd gebouwd ter vervanging van de Ulirika Eleonorakerk, die in 1827 voor de aanleg van het Senaatsplein moest worden gesloopt. Het was de bedoeling dat deze kerk slechts van tijdelijke aard zou zijn en deze na de voltooiing van de Nicolaaskerk (de huidige domkerk) weer zou worden afgebroken. Daarom koos men voor hout als bouwmateriaal en zag men ervan af om kerkklokken aan te schaffen.     
De oude kerk werd in de stijl van het classicisme gebouwd en heeft een kruisvormige plattegrond. In het gebouw is plaats voor 1.200 gelovigen. Het altaarschilderij van Jezus die de kinderen zegent werd in 1848 door Robert Wilhelm Ekman geschilderd en was oorspronkelijke bedoeld voor de Nicolaaskerk. Uit de afgebroken Ulrika Eleonorakerk zijn o.a. de kerkbanken en de kansel afkomstig.

## Orgel
Het orgel werd in 1869 gebouwd door Per Larsson Åkerman in 1869 en heeft 32 registers.

## Park
Tussen de Oude Kerk en de Bulevardi-straat ligt het zogenaamde Pestpark (Ruttopuisto; Pestparken), officieel het Oude Kerkpark (Vanha kirkkopuisto; Gamla kyrkoparken). Het park is gelegen op de plaats van een oud kerkhof en kreeg de naam omdat hier in 1710 meer dan 1000 slachtoffers van een pestepidemie werden begraven. Kort na de bouw van de Ulrika Eleonorakerk werd het de nieuwe begraafplaats van de stad Helsinki. Na de aanleg van het kerkhof Hietaniemi in 1829 heeft men er een park van gemaakt. In 1918 en 1919 werden er echter nog een aantal slachtoffers van de Finse Burgeroorlog en de Estische Onafhankelijkheidsoorlog begraven. Er zijn nog een veertigtal graven respectievelijk monumenten, waaronder het graf van de koopman Johan Sederholm.

## Afbeeldingen

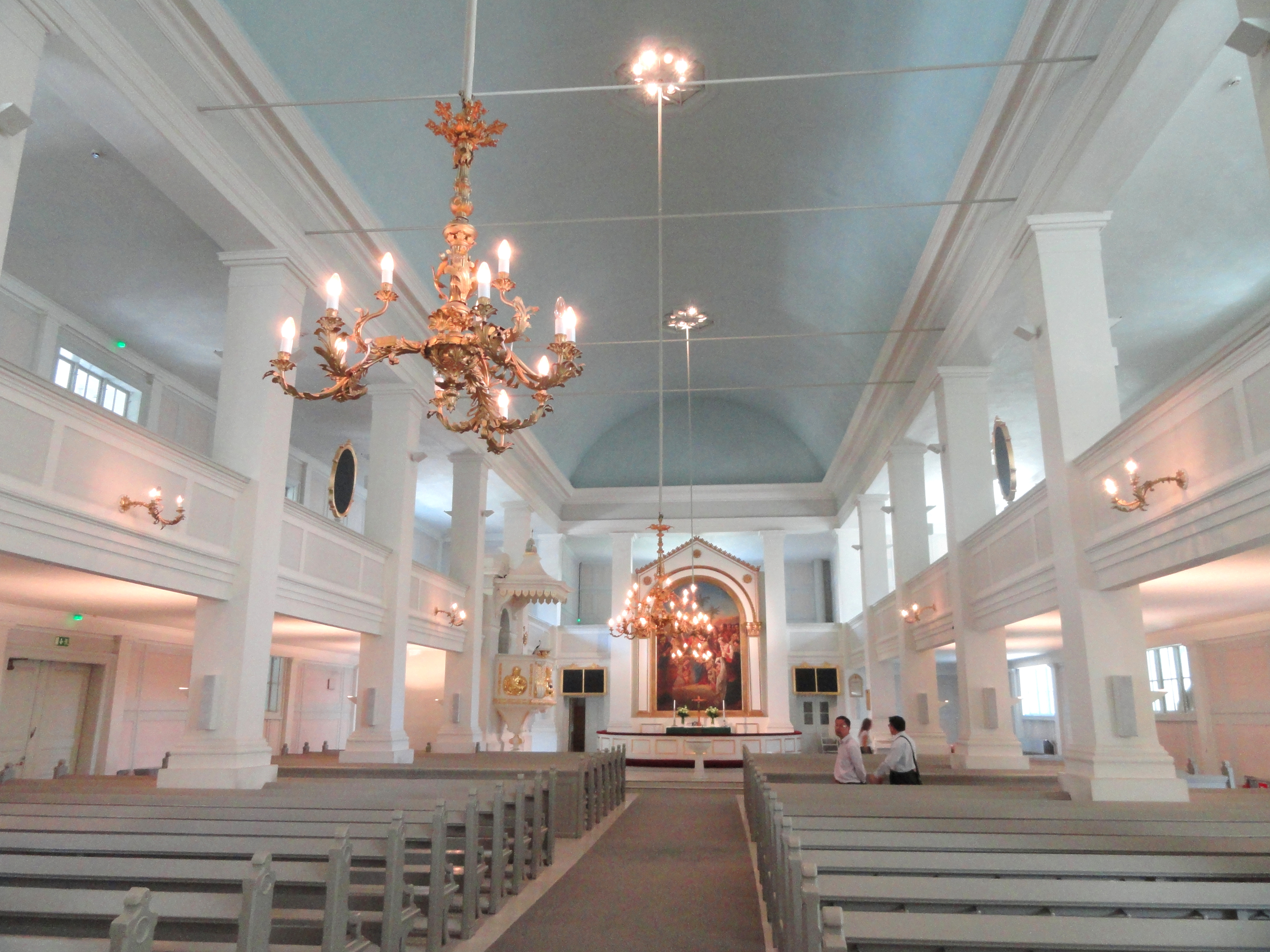
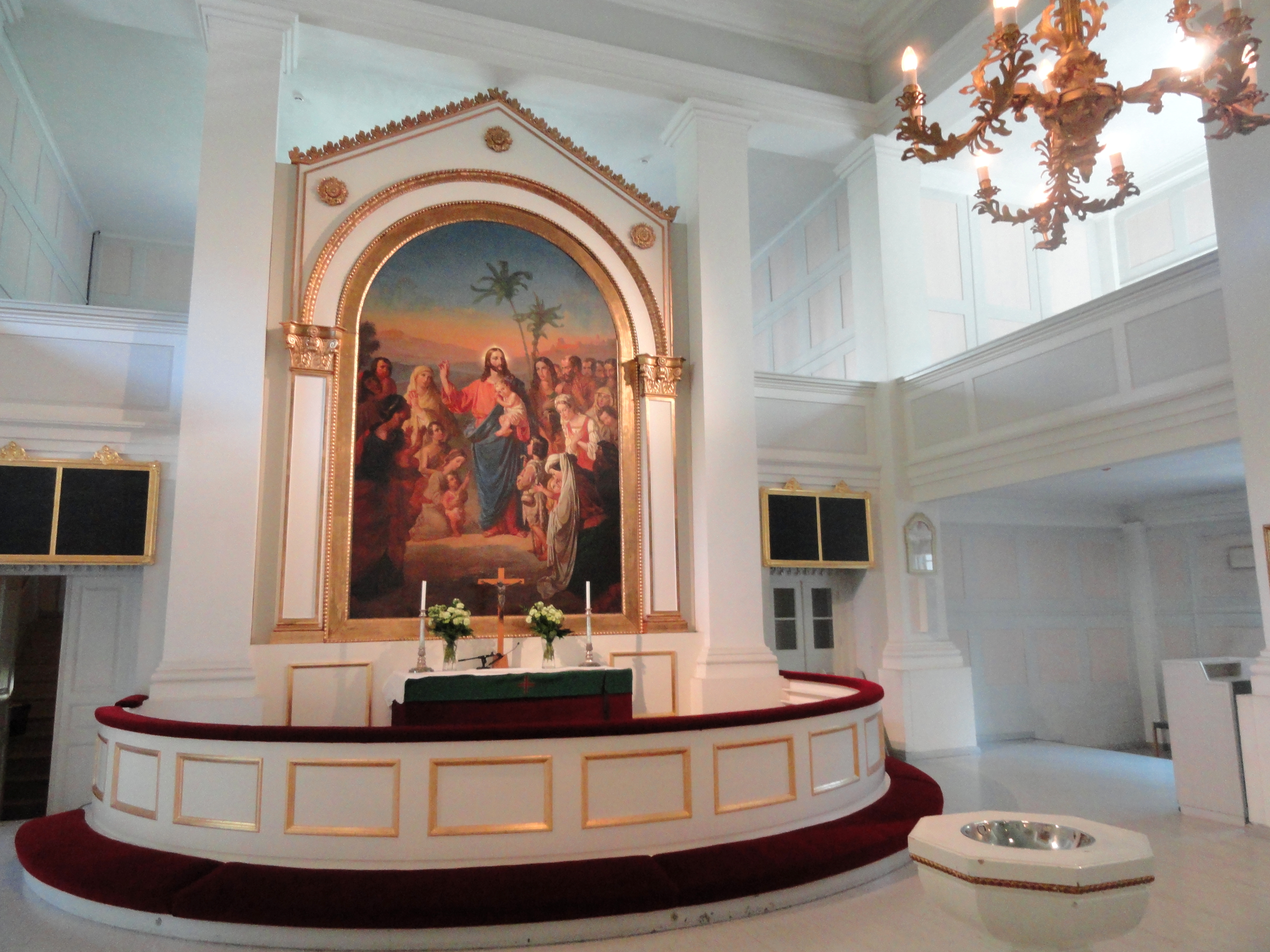
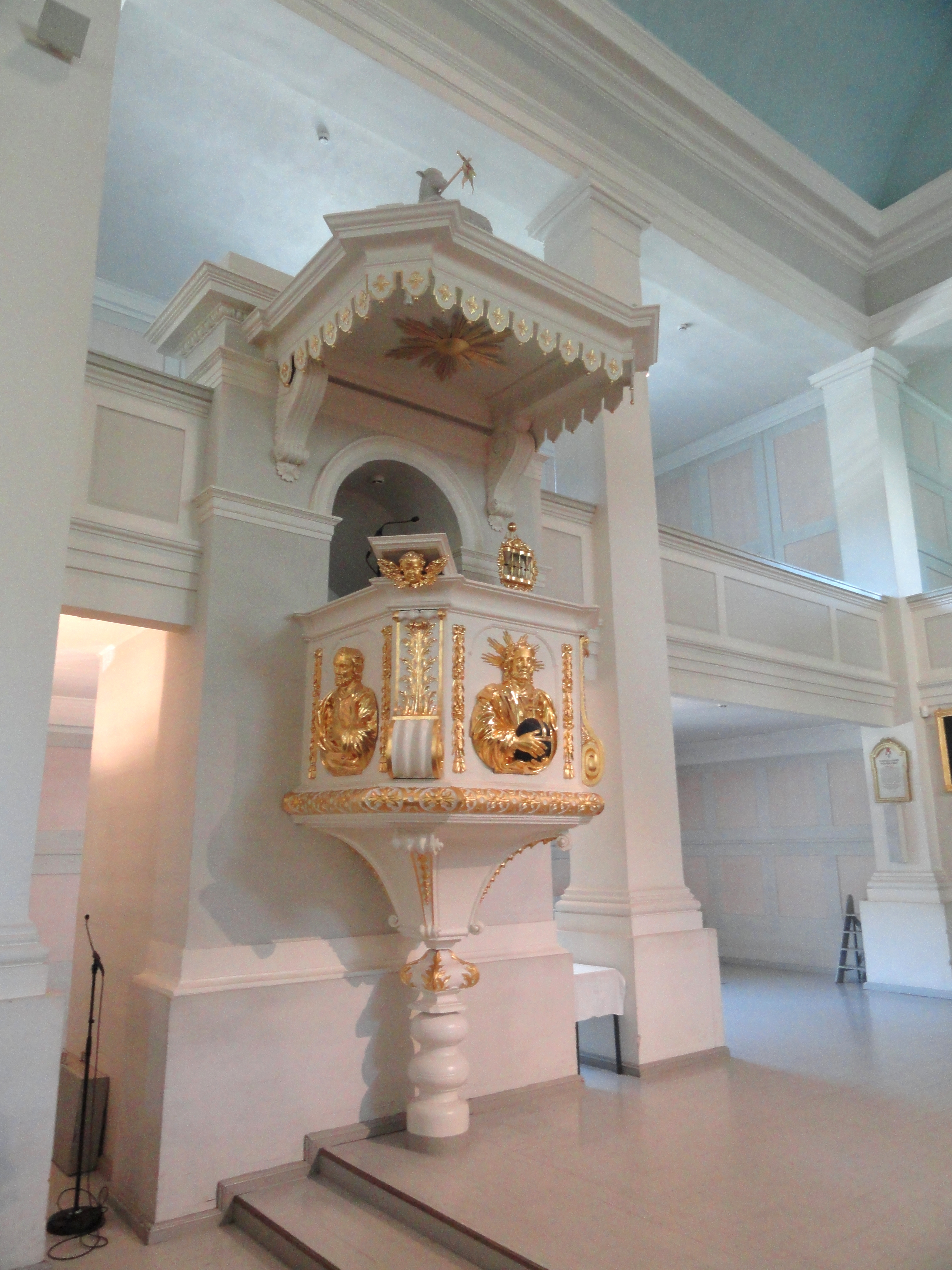
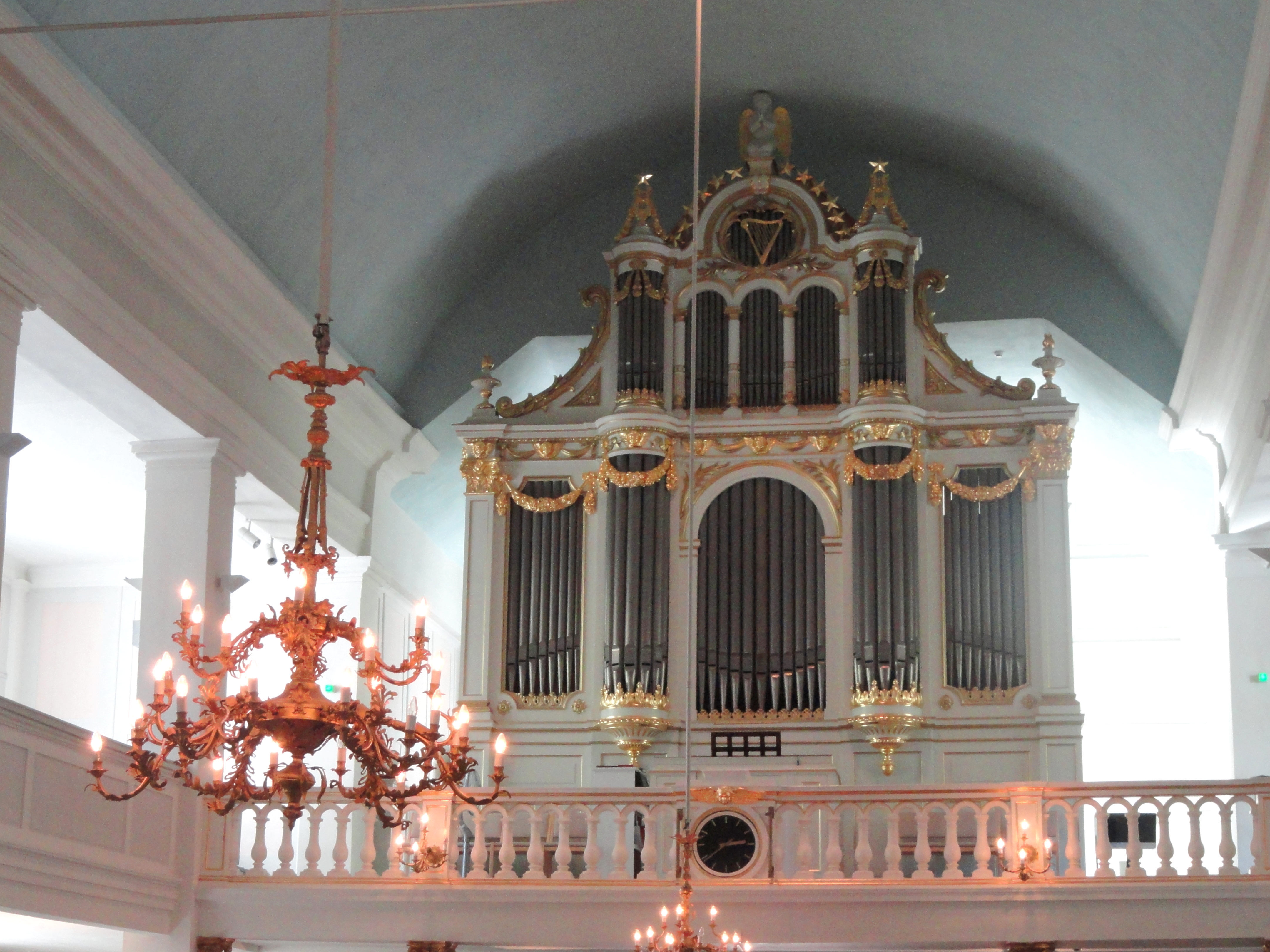